# Бобрук Сергій Антонович
Сергій Антонович Бобрук (біл. Сяргей Антонавіч Бабрук; 15 лютого 1901, Шубичі — 18 березня 1962, Вінниця) — радянський воєначальник, генерал-лейтенант з 1955 року. Герой Радянського Союзу з 1944 року.

## Біографія
Народився 2 [15] лютого 1901 року в селі Шубичах (нині Пружанський район Берестейської області, Білорусь) у білоруській селянській сім'ї. У 1914 році закінчив 4 класи школи. Працював чорноробом на колодковій фабриці в селі Талдомі, у 1919–1920 роках — підручним та помічником слюсаря у слюсарно-механічних майстернях у Талдомі.
В Червоній армії з червня 1920 року. Навчався у 4-й Тверській кавалерійській школі. У березні 1921 року у складі зведеного курсантського полку брав участь у придушенні Кронштадського повстання. У жовтні 1921 року — травні 1922 року — командир взводу 18-х Саратовських кавалерійських курсів, у травні — листопаді 1922 року — командир взводу 15-х Алма-Атинських кавалерійських курсів. У червні 1923 року закінчив Повторні кавалерійські курси Туркестанського фронту. Упродовж липня 1923 року — квітня 1925 року — командир взводу та помічник командира ескадрону 2-го Гісарського кавалерійського полку. У складі Туркестанського фронту воював проти басмачів у Східній та Західній Бухарі.
Потім служив у 9-й кавалерійській дивізії в Українському військовому окрузі: з травня 1925 року по березень 1926 року — помічником командира ескадрону 51-го кавалерійського полку у місті Гайсині; з березня 1926 року по березень 1930 року — помічником командира ескадрону, командиром господарського взводу, командиром взводу, командиром ескадрону, комісаром ескадрону та помічником начальника штабу 50-го кавалерійського полку у місті Тульчині. Член ВКП(б) із 1929 року.
У червні 1933 року закінчив Кавалерійські курси удосконалення комскладу РСЧА у Новочеркаську і до червня 1935 року служив помічником начальника штабу 50-го кавалерійського полку 9-ї кавалерійської дивізії в місті Тульчині. Протягом червня 1935 року — квітня 1936 року — помічник начальника оперативної частини штабу 28-ї кавалерійської дивізії у місті Кам'янці-Подільському. З квітня 1936 року — начальник штабу 10-го кавалерійського полку 23-ї кавалерійської дивізії у Київському військовому окрузі, у січні—березні 1938 року — начальник оперативної частини штабу 23-ї кавалерійської дивізії у місті Ізяславі. У березні 1938 року — лютому 1940 року — помічник начальника штабу 5-ї кавалерійської дивізії у місті Славуті.
Брав участь у поході радянських військ до Західної України у вересні 1939 року на посаді помічника начальника штабу 5-ї кавалерійської дивізії.
У лютому—квітні 1940 року — начальник оперативного відділення штабу 34-ї кавалерійської дивізії у місті Дрогобичі, з квітня 1940 року — начальник оперативного відділення штабу 148-ї стрілецької дивізії у місті Енгельсі Приволзькому військовому окрузі. 1940 року заочно закінчив Військову академію імені Михайла Фрунзе.

### Німецько-радянська війна
Брав участь у німецько-радянській війні. З липня 1941 року по лютий 1942 року — начальник оперативного відділення штабу 148-ї стрілецької дивізії: з 2 липня по 26 липня 1941 року воював на Західному; у липні—серпні 1941 року — Центральному; у серпні—листопаді 1941 року з грудня 1941 року по лютий 1942 року — Брянському; у листопаді—грудні 1941 року — на Південно-Західному фронтах. Брав участь у Смоленській битві, Московській битві та Єлецькій операції.
З березня 1942 року по липень 1943 року — начальник штабу 153-ї (з грудня 1942 року — 57-ї гвардійської) стрілецької дивізії. У липні—вересні 1942 року воював на Сталінградському; у вересні—жовтні 1942 року — на Донському та з жовтня 1942 року по липень 1943 року — на Південно-Західному фронтах. Брав участь у Сталінградській битві, Середньодонській та Ворошиловградській операціях.
У липні—грудні 1943 року — начальник штабу 6-го гвардійського стрілецького корпусу: у липні—жовтні воював на Південно-Західному та у жовтні—грудні — 3-му Українському фронтах. Брав участь у Ізюм-Барвінківській та Донбаській операціях.
З грудня 1943 року по березень 1944 року — командир 47-ї гвардійської стрілецької дивізії. Воював на 3-му Українському фронті. Брав участь у Нікопольсько-Криворізькій та Березнегувато-Снігурівській операціях. Особливо відзначився під час Нікопольсько-Криворізької операції при ліквідації нікопольського угруповання противника. У період боїв з 31 січня по 12 лютого 1944 року дивізія під його командуванням знищила 9 танків і штурмових гармат, 9 гармат і мінометів, 21 кулемет, 156 автомашин, захопила 14 складів з боєприпасами, пальним і продовольством, а також захопила біля 300 полонених. За зразкове виконання бойових завдань командування на фронті боротьби з німецькими загарбниками та виявлені при цьому відвагу та геройство йому присвоєно звання Героя Радянського Союзу.
З березня 1944 року — командир 29-го гвардійського стрілецького корпусу, у квітні—травні 1944 року — начальник штабу 8-ї гвардійської армії. Протягом березня—травня 1944 року воював на 3-му Українському фронті. Брав участь у Одеській операції.
З травня 1944 року — командир 31-го гвардійського стрілецького корпусу. До травня 1945 року воював на 3-му Українському фронті. Брав участь у Яссько-Кишинівській, Дебреценській, Будапештській, Балатонській та Віденській операціях.

### Повоєнні роки
Після війни до травня 1946 року продовжував командувати 31-м гвардійським стрілецьким корпусом у Центральній групі військ (у Чехословаччині, а з грудня 1945 року в Угорщині).
У січні 1947 року закінчив Вищі академічні курси при Військовій академії Генерального штабу. Упродовж квітня 1947 року — жовтня 1953 року — командир 13-ї гвардійської механізованої дивізії у Центральній групі військ у Відні. У жовтні 1953 року — червні 1955 року — командир 27-го гвардійського стрілецького корпусу у Київському військовому окрузі.
У червні 1955 року — грудні 1957 року — командувач 4-ї армії у Закавказькому військовому окрузі у місті Баку. З грудня 1957 року — старший військовий радник, а у березні–грудні 1959 року — військовий спеціаліст, старший групи фахівців при командувачі Цзінаньського військового округу Народно-визвольної армії Китаю. З грудня 1959 року у відставці. Жив у місті Вінниці, де і помер 18 березня 1962 року.

## Нагороди
- Герой Радянського Союзу (Указ Президії Верховної Ради СРСР від 19 березня 1944 року). Медаль «Золота Зірка» № 2 664; орден Леніна № 17 138[1];
- Нагороджений другим орденом Леніна (6 листопада 1945), трьома орденами Червоного Прапора (14 лютого 1943; 3 листопада 1944; 15 листопада 1950), орденами Суворова І (28 квітня 1945) та ІІ (13 вересня 1944) ступеня, Кутузова ІІ ступеня (29 червня 1945), Вітчизняної війни І ступеня (3 жовтня 1943), медаллю «За відвагу» (18 січня 1942), іншими медалями; орденом Заслуг Угорської Народної Республіки ІІІ ступеня, югославським орденом Партизанської зірки І ступеня іноземними медалями.

## Вшанування пам'яті
У місті Пружанах Берестейської області його іменем названо вулицю та встановлено пам'ятний знак.